# Shigeo Shingō
Pour les articles homonymes, voir Shingo.
Shigeo Shingō (神郷 重夫, Shingō Shigeo, 1909-1990), né à Saga au Japon, est un ingénieur qui s'est fait un nom  dans le domaine des systèmes de gestion de la qualité.

## Biographie
Le maître japonais du kanban (méthode de productique) a aussi inventé, lorsqu'il était chez Toyota, le système SMED, qui a permis de réduire de façon spectaculaire les arrêts machine pour effectuer des changements d'outils : de plusieurs heures à quelques minutes seulement. Il est également l'initiateur de la méthode Poka Yoke. Les méthodes développées par Shigeo Shingō ont eu une influence considérable sur la compétitivité des entreprises japonaises et ont fait du Japon un leader en génie industriel.

## Ouvrages publiés
- Le système SMED, une révolution en gestion de production
- Maîtrise de la production et méthode Kanban. Le cas Toyota